# Ożarów
Ożarów là một thị trấn thuộc huyện Opatowski, tỉnh Świętokrzyskie ở trung tâm Ba Lan. Thị trấn có diện tích 8 km². Đến ngày 1 tháng 1 năm 2011, dân số của thị trấn là 4661 người và mật độ 598 người/km².